# Crambus virgatellus
Crambus virgatellus là một loài bướm đêm trong họ Crambidae.